# Poesia dialettale milanese

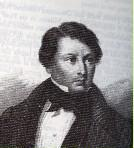
Giovanni Rajberti (1805-1861)

Il fenomeno delle composizioni poetiche vernacolari in Italia assume dimensioni molto ampie in tutte le regioni. Nella maggior parte dei casi però si tratta di componimenti in rima concepiti con intenzioni limitate: troppo spesso i toni sono quelli contrapposti del buffo e del sentimentale-nostalgico, mentre il disegno di personaggi e delle scene sono riconducibili solo a folclore spicciolo ed a ruoli stereotipali.
Per quanto riguarda il dialetto milanese, esiste un'ampia tradizione che spesso ha raggiunto risultati che si innalzano decisamente al di sopra del livello dei componimenti di genere (che peraltro esistettero anche a Milano, con il genere della bosinada, poco raffinata, spesso anonima e su fatti di attualità). I maggiori rappresentanti di questo settore non trascurabile della poesia italiana spesso hanno conseguito risultati di assoluto valore e alcuni studiosi non esitano a collocare personalità come quelle di Carlo Porta e Delio Tessa tra le maggiori della poesia italiana.
Si tratta di una situazione privilegiata rispetto a quella delle altre importanti realtà cittadine italiane, per estensione del fenomeno e dei risultati. Ad essa si pensa abbiano contribuito vari fattori: 
1. la complessiva apertura culturale della città;
2. il fatto che Milano, grazie alle sue possibilità lavorative, ha ospitato numerose persone di ingegno che hanno avuto la possibilità di esprimersi con libertà maggiore di quella consentita da altre realtà socio-economiche italiane;
3. le istanze etiche nutrite dalla città, in buona parte derivanti dal prestigio e dall'influenza della religiosità ambrosiana.

Per quanto riguarda un profilo generale della storia della letteratura milanese, vedere Letteratura milanese.

## Maggiori poeti in dialetto milanese
- Giovanni Ambrogio Biffi (XVI secolo / XVII secolo)
- Gian Paolo Lomazzo (1538-1600)
- Giovanni Capis (circa 1550-dopo il 1610)
- Fabio Varese (1570 / 1575 – 1630)
- Carlo Maria Maggi (Milano 1630 – 1699)
- Gerolamo Birago (1691 – 1773)
- Carl'Antonio Tanzi (1710 – 1762)
- Francesco Girolamo Corio (1710 circa - 1789)
- Domenico Balestrieri (1714 – 1780)
- Giuseppe Parini (Bosisio 1729 – Milano 1799)
- Francesco Pertusati (1741 – 1823)
- Giuseppe Zanoja (Genova 1752 – Omegna, Novara 1817)
- Carlo Porta (1775 – 1821)
- Giuseppe Bossi (1777 – 1815)
- Alessandro Manzoni (1785 – 1873)
- Tommaso Grossi (1790 – 1853)
- Giovanni Ventura (1801 – 1869)
- Giovanni Rajberti (1805 – 1861)
- Gaetano Sbodio (1844 – 1920)
- Ferdinando Fontana (1850 – 1919)
- Emilio de Marchi (1851 – 1901)
- Gaetano Crespi (1852 – 1918)
- Carlo Righetti (1828 – 1906))
- Leopoldo Fasanotti (1861 – 1944)
- Giovanni Barrella (1884 – 1967)
- Delio Tessa (1886 – 1939)
- Franco Loi (1930 - 2021)